# 3823-as mellékút (Magyarország)
A 3823-as számú mellékút egy nagyjából kilométeres hosszúságú, négy számjegyű mellékút Szabolcs-Szatmár-Bereg vármegye északnyugati részén; Tiszabercelt köti össze egyrészt Paszabbal, másrészt Buj és Kótaj érintésével Kemecsével, illetve azon keresztül Nyírbogdány térségével.

## Nyomvonala
A 3821-es útból ágazik ki, annak a 21+250-es kilométerszelvényénél, Paszab központjának déli részén. Kezdeti szakasza Fő út néven húzódik, északi irányban. majd mintegy másfél kilométer után nyugatabbnak fordul és a Posta utca nevet veszi fel.
2,2 kilométer megtétele után szinte észrevétlenül lép át Tiszabercel házai közé – a két település ezen a részen szinte összenőtt –, itt a Szabadság utca nevet viseli. A harmadik kilométerénél kiágazik belőle északkelet felé a 38 312-es számú mellékút, mely a Tiszakarád felé vezető tiszai komp felhajtójáig vezet, majd kevéssel ezután eléri a Nyírvidéki Kisvasút 2009-ben bezárt balsai vonalának vágányait és egy darabig azok mellett halad. Mintegy 300 méter után éles irányváltással délnek fordul és Fő utca néven folytatódik; így hagyja el a belterület déli szélét is, 4,9 kilométer után. 5,7 kilométer után keresztezi a 3821-es utat, amely itt (Rakamaz és Nagyhalász közt húzódva) 19,8 kilométer megtételén jár túl, de még további bő 2 kilométeren át tiszaberceli külterületek közt húzódik, csak azután lép át Buj határai közé.
E községet nagyjából 8,5 kilométer után éri el: előbb Herminatanya településrészen halad keresztül – itt vált szét egymástól a kisvasút 118-as számú balsai, és a 119-es számot viselő, dombrádi vonala – majd a község belterületére érve a Kossuth utca nevet veszi fel. A 10. kilométerénél egy kisebb helyi csomópontja van, innen volt elérhető korábban (a Jókai utcán) a kisvasút Buj község nevű megállóhelye; majd nem sokkal ezután, a központban a neve Rákóczi utcára változik; már így húzódik ott is, ahol, 10,8 kilométer után kiágazik belőle kelet felé a 38 313-as számú mellékút (Vasút utca) – ez a vasút Buj nevet viselő megálló-rakodóhelyét szolgálta ki, annak működési ideje alatt. 11,6 kilométer után hagyja maga mögött a lakott terület déli szélét, majd pár lépéssel délebbre átszeli a Lónyai-főcsatorna folyását.
Már majdnem 15,5 kilométer megtételénél jár, amikor átlép Kótaj területére; onnantól jobbára délkeleti vagy keleti irányt követ. 16,6 kilométer után kiágazik belőle észak felé, Ibrány-Nagytanya irányában egy jelenleg – úgy tűnik – számozatlan, alsóbbrendű út, mely korábban a 38 149-es útszámozást viselte, fél kilométerrel arrébb pedig déli irányból csatlakozik hozzá a 3822-es út Nyírszőlős felől. 17,9 kilométer után átszeli a kisvasút vágányait, majd azok mentén haladva éri el – nagyjából 18,5 kilométer után – a belterület nyugati szélét.
Kótajon előbb Újkótaj településrészen halad keresztül, Árpád utca néven, majd Kossuth Lajos utca lesz a neve. 20,2 kilométer után elválik a vasúttól – a vágányok vonalvezetése ott délnek fordul –, s rögtön utána a Szent István utca nevet veszi fel, így húzódik a belterület keleti széléig, amit 21,9 kilométer után ér el. 23,1 kilométer után eléri Nagyhalász déli határszélét, onnan egy darabig a határvonalat kíséri, így halad a 23+550-es kilométerszelvénye táján is, ahol keresztezi a 3834-es utat annak a 9+800-as kilométerszelvényénél.
23,8 kilométer után elhalad Kótaj, Nagyhalász és Kemecse hármashatára mellett, onnan ez utóbbi város területén folytatódik, keleti, majd északkeleti irányban. Kevéssel a 27. kilométere után lép be a lakott területre, Szent István utca néven, majd a 27+850-es kilométerszelvényénél egy elágazáshoz ér: észak felől a Nagyhalásztól idáig húzódó 3825-ös út torkollik bele, dél felé pedig a 38 315-ös számú mellékút indul ki belőle, mely a Budapest–Záhony-vasútvonal Kemecse vasútállomásáig vezet. Alig 300 méter után újabb elágazása következik, ott a Beszterecről induló 3824-es út torkollik bele észak-északkelet felől. 28,8 kilométer után szintben keresztezi a vasutat, ugyanott kilép a lakott területek közül, majd néhány lépéssel arrébb kiágazik belőle dél felé a Nyírturáig vezető 3829-es út.
Innen külterületek között halad tovább keleti irányban, a 31. kilométerét elhagyva pedig átszeli az útjába eső utolsó település, Nyírbogdány határát. Kevéssel ezután, még e település belterületének elérése előtt véget is ér, beletorkollva a 3827-es útba, annak a 2+550-es kilométerszelvénye közelében.
Teljes hossza, az országos közutak térképes nyilvántartását szolgáló kira.kozut.hu adatbázisa szerint 33,050 kilométer.

## Települések az út mentén
- Paszab
- Tiszabercel
- Buj
- (Nagyhalász)
- Kótaj
- Kemecse
- Nyírbogdány